# گمینا کراسنه (استان پودکارپاتسکیه)
گمینا کراسنه (استان پودکارپاتسکیه) (به لهستانی:  Gmina Krasne) یک گمینا در لهستان است که در شهرستان ژشوف واقع شده‌است. گمینا کراسنه ۳۹٫۴ کیلومتر مربع مساحت و ۹٬۵۷۶ نفر جمعیت دارد.